# Общество Радек
О́бщество Ра́дек — группа художников, авторов, культурных активистов, музыкантов, существовавшая в Москве с 1997 по 2008 годы. 

## История группы
Возникла из учеников Школы современного искусства Авдея Тер-Оганьяна (1997—1998), а затем — Внеправительственной контрольной комиссии Анатолия Осмоловского (1998–1999). Издавали одноимённый журнал «Радек».
О своем самороспуске сообщество объявило в 2008 году на пресс-конференции в ГЦСИ, к этому моменту оно было уже несколько лет как неактивно.

## Состав

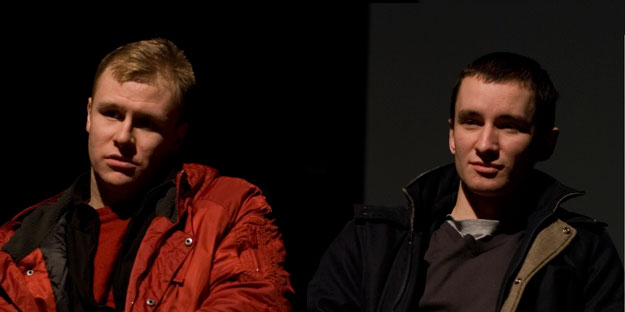
Пётр Быстров и Алексей Булдаков

- Иван Бражкин (1985)
- Алексей Булдаков (1980)
- Пётр Быстров (1980)
- Александра Галкина (1982)
- Алексей Каллима (1969) [1]
- Максим Каракулов (1977)
- Александр Корнеев (1980)
- Павел Митенко (1977)
- Андрей Сергиенко (1977)
- Давид Тер-Оганьян (1981)
- Валерий Чтак (1981)
- Владислав Шаповалов (1981)

## Избранные персональные выставки
- 2002 — Сделано во «Франции». Музей Андрея Сахарова, Москва.
- 2003 — «Fashion control». Галерея Гельмана, Москва.
- 2003 — «Голодовка без выдвижения требований». Зверевский центр современного искусства, Москва.[2]
- 2005 — «RADEK INVASION». Prometeo Associazione Arte Contemporanea, Лукка, Италия.
- 2006 — «Re-action». Play_gallery for still and motion picture, Берлин.
- 2006 — «Враньё». Галерея Гельмана, Москва.[3]

## Избранные групповые выставки
- 2002 — «Давай! Russian Art Now». Postfuhramt, Берлин; MAK, Вена.
- 2002 — «Снегурочка». Zacheta Gallery, Варшава.
- 2002 — «Вместо искусства». Зверевский центр современного искусства, Москва.
- 2002 — MANIFESTA 4, Франкфурт-на-Майне.
- 2002 — «100 % зрения». Риджина, Москва.

- 2003 — «Beautiful Banners». Первая Пражская Биеннале, Прага.
- 2003 — АртКлязьма, Москва.

- 2004 — «Privatisierungen. Contemporary Art from East Europe». Kunst Werke, Берлин.
- 2004 — «Nach Kurort! / На курорт!». Kunsthalle BadenBaden, Баден-Баден.
- 2004 — «Controlled Democracy». White Space Gallery, Лондон.
- 2004 — «Tomu ver ty». Dudas centre for contemporary art, Братислава.

- 2005 — «Disobedience». PLAY_gallery and Kunstraum Kreuzberg/Bethanien, Берлин.
- 2005 — «Collective Creativity». Kunsthalle Fridericianum, Кассель.[4]
- 2005 — «Multitudinario». Sala de Arte Publico Siqueiros, Мехико.

- 2006 — «Waking up». Cortex Athletico Gallery, Бордо.
- 2006 — «People’s Choice». Isola Art Center, Милан.
- 2006 — «Самообразование». ГЦСИ, Москва.[5][6]

## Концерты и шоу
- 2005 — Новая академия изящных искусств (NABA), Милан.
- 2005 — Вторая Пражская Биеннале, Karlin Hall, Прага.
- 2005 — АРТСтрелка, Москва.
- 2005 — Фабрика, Москва.

- 2006 — Café Pompier, Бордо.

## Мастерклассы и презентации
- 2003 — Академия Художеств, Дюссельдорф.
- 2005 — «It’s not political!». Новая академия изящных искусств (NABA), Милан.
- 2005 — «Active Archive». Музей Анны Ахматовой, Санкт-Петербург.

## Цитаты
- «В самом деле, перед нами всегда стояла задача уникального, альтернативного проживания жизни. Для этого мы практиковали методики, задействовавшие асоциальность и склонность к домоседству, что в большой степени и сформировало наше поколение. Поэтому те мои сверстники, которым это стремление встроить свой коллективный опыт в тело истории присуще не было, для меня уже не являются людьми моего поколения, что не означает, что я не признаю их ценности как художников»[7] — Пётр Быстров, 2008.